# Ceratoxanthis
Ceratoxanthis es un género de polillas tortrícidas categorizado en la tribu Cochylini, de la subfamilia Tortricinae. Fue descrito por Józef Razowski en 1960.

## Especies
- Ceratoxanthis adriatica Elsner y Jaro, 2003
- Ceratoxanthis argentomixtana (Staudinger, 1871)
- Ceratoxanthis externana (Eversmann, 1844)
- Ceratoxanthis iberica Baixeras, 1992
- Ceratoxanthis rakosyella Wieser y Huemer, 2000
- Ceratoxanthis saratovica Trematerra, 2010